# Acusicola paracunula
Acusicola paracunula is een eenoogkreeftjessoort uit de familie van de Ergasilidae. De wetenschappelijke naam van de soort is voor het eerst geldig gepubliceerd in 1996 door Amado & Rocha C.E.F..